# Asaka (Usbekistan)
Asaka (in russischer bzw. kyrillischer Schreibweise Асака) ist eine kreisfreie Stadt im usbekischen Teil des Ferghanatales in der Viloyat Andijon nahe der Viloyathauptstadt Andijon. Die Bevölkerung beträgt laut einer Berechnung für das Jahr 2009 60.537 Einwohner, die Volkszählung 1989 ergab 43.000 Einwohner. Asaka ist der Hauptort des Bezirks Asaka.
In Asaka wird zudem auch unter staatlicher Obhut die Automobilherstellung betrieben. So existieren hier die Joint-Venture Uz-DaewooAvto und GM Uzbekistan. Parallel dazu wurden weitere Unternehmen zur Teileproduktion errichtet.
In der kommunistischen Ära trug die Stadt von 1924 bis 1937 den Namen Selensk  (Зеленск) und war benannt nach dem sowjetischen Politiker Isaak Selenski. Als dieser in Ungnade fiel, wurde sie im selben Jahr in Leninsk  (Ленинск) umbenannt und behielt diesen Namen bis 1991, als die Rückbenennung in Asaka erfolgte.

## Persönlichkeiten
- Sevara Nazarxon (* 1976), Sängerin, Songwriterin und Dotar-Spielerin